# تابوريت (تاكونيت)
تابوريت هي إحدى مشيخات المملكة المغربية، تتبع جغرافيا لإقليم زاكورة وإداريًا لتاكونيت. يقدر عدد سكانها بـ 1070 نسمة حسب الإحصاء الرسمي للسكان والسكنى لسنة 2004.